# 세차 운동

자이로스코프의 세차 운동

세차운동(歲差運動, 영어: precession) 또는 옆돌기운동은 회전하는 천체나 물체의 회전축이 도는 형태의 운동이나 그 현상을 말한다.

## 물리학
물리학에서 세차운동(precession)은 회전하고 있는 강체에 돌림힘이 작용할 때, 회전하는 물체가 이리저리 흔들리는 현상을 말한다. 세차운동을 관찰할 수 있는 가장 일반적인 예는 팽이를 돌릴 때, 회전 속도가 줄면서 팽이의 축을 중심으로 한 팽이의 회전이 아닌 축 자체가 팽그르르 도는 것이다.
팽이뿐만 아니라 특정 축을 중심으로 자전하는 물체는 중력이 작용하는 지구상에서 모두 세차운동을 할 수 있다. 회전하는 팽이가 세차운동을 할 때에, 팽이의 회전축은 물체의 회전 시계 방향으로 돌게 된다. 세차운동 동안 회전속도와  작용하는 돌림힘이 일정하다면, 축이 이동하는 속도는 돌림힘과 각속도(회전축의 방향)와 계속 직각이 되어 회전하는 축이 그리는 자취는 원뿔이 된다.
옆의 그림처럼 팽이의 축이 완벽히 중력 방향이 아니고 약간 기울어져 있다면, 중력은 팽이를 넘어뜨리려고 잡아끈다. 이 힘은 팽이의 아랫쪽 끝을 축으로 무게중심을 아랫쪽으로 돌리려는 토크로 작용한다. 그러나 팽이는 기울어진 방향으로 그대로 넘어지지 않고, 기울어진 축만 회전하게 된다.

## 지구의 세차 운동
지구도 회전하는 강체로 볼 수 있기 때문에 세차 운동이 생긴다. 지구는 극반지름에 비해 적도반지름이 조금 더 큰 회전타원체 모양을 하고 있다. 부풀어 오른 부분을 벌지(bulge)라고 한다. 거리가 멀어질수록 작아지는 중력의 특성 때문에 태양의 중력은 태양을 향한 쪽 벌지에서 더 방대하게 작용하게 된다. 지구의 자전축이 지구의 공전궤도면에서 기울어져 있기 때문에 하지나 동지 무렵에는 벌지에 작용하는 태양의 중력 차이가 지구를 공전궤도면에 수직으로 세우려는 힘(돌림힘)으로 작용하게 된다. 회전하는 계에 돌림힘이 작용하면 돌림힘 방향의 각운동량을 더하게 된다. 지구의 경우에는 태양과 지구의 벌지때문에 생기는 돌림힘은 춘분점 방향과 평행하므로 지구의 회전축은 춘분점 방향으로 기울게 된다. 그만큼 춘분점은 다시 이동하게 되어 같은 작용이 반복되므로 지구 자전축은 회전하게 되는 것이다. 한 세기 동안의 관찰 결과에 의하며 춘분점은 일년에 50.3초만큼 이동하며 360도를 이 값으로 나누면 주기는 약 25,765년4개월27일 정도가 된다.
(일반세차의 영향으로 지구의 자전축이 천구를 한바퀴도는 데 걸리는 시간이 대략 25800년이라고 서술된 책이 많은 데, 이는 2000.0년기준의 세차상수(5028.796195" /36525일당)를 기준으로 역산한 값으로 근사치일 뿐이며, 실제로 더 정확한 값을 , J.Laskar, F.Joutel, F.Boudin(1993)의 "Orbital, precessional and insolation
quantities for the Earth from -20Myr to +10Myr"의 데이터를 기준으로 구해보면, 2000.0년기준으로 25436년 224일 16시간(25436.61511년)이 된다)
19세기 전반기에 행성들도 지구의 세차에 영향을 미친다고 결론내려졌다. 19세기 후반에 태양과 달의 중력에 의한 세차를 일월세차라 명명했고, 행성의 중력에 의한 세차를 행성 세차라 명명했다. 그리고, 그 두 요소의 합을 일반세차라고 불렀다.  현재 일월세차는 행성세차보다 약 500배 더 큰 것으로 알려져 있다.
지금의 지구 자전축은 작은곰자리의 알파별을 향하고 있지만 기원전 15세기의 이집트 사람들이 관찰할 당시에는 용자리의 알파별이었다. 그리스의 히파르코스는 기원전 120년에 이전 천문학자들의 관측과 자신의 관측을 종합하여 세차운동을 발견하였다.

## 같이 보기
- 극운동
- 푸코의 진자